# Таджикистан на літніх Олімпійських іграх 2024
Таджикистан  на літніх Олімпійських іграх 2024 у Парижі представляли 14 спортсменів (11 чоловіків та 3 жінки) у 6 видах спорту. Прапороносцями на церемонії відкриття Олімпіади стали дзюдоїст Темур Рахімов і боксерка Міджгона Самадова. Таджики здобули 3 бронзові медалі. Збірна посіла 79-те неофіційне загальнокомандне місце.

## Медалісти
| Медалі | Спортсмени        | Вид спорту | Дисципліна              |
| ------ | ----------------- | ---------- | ----------------------- |
| Бронза | Сомон Махмадбеков | Дзюдо      | до 81 кг (чоловіки)     |
| Бронза | Темур Рахімов     | Дзюдо      | понад 100 кг (чоловіки) |
| Бронза | Давлат Болтаєв    | Бокс       | до 92 кг (чоловіки)     |

## Учасники
| Дисципліна     | Чоловіки | Жінки | Разом |
| -------------- | -------- | ----- | ----- |
| Легка атлетика | 1        | 0     | 1     |
| Бокс           | 2        | 1     | 3     |
| Дзюдо          | 6        | 0     | 6     |
| Плавання       | 1        | 1     | 2     |
| Тхеквондо      | 0        | 1     | 1     |
| Боротьба       | 1        | 0     | 1     |
| Разом          | 11       | 3     | 14    |

## Бокс
| Спортсмен         | Дисципліна            | 1/32 фіналу                  | 1/16 фіналу                     | Чвертьфінал            | Півфінал                        | Фінал         | Фінал      |
| Спортсмен         | Дисципліна            | Суперник Бали                | Суперник Бали                   | Суперник Бали          | Суперник Бали                   | Суперник Бали | Місце      |
| ----------------- | --------------------- | ---------------------------- | ------------------------------- | ---------------------- | ------------------------------- | ------------- | ---------- |
| Баходур Усмонов   | до 63,5 кг (чоловіки) | Радослав Росенов (BUL) L 0–5 | не пройшов                      | не пройшов             | не пройшов                      | не пройшов    | не пройшов |
| Давлат Болтаєв    | до 92 кг (чоловіки)   | не брав участі               | Георгій Кушиташвілі (GEO) W 3–2 | Джек Марлі (IRL) W 4–1 | Лазізбек Муллажонов (UZB) L 1–4 | не пройшов    | 3          |
| Міджгона Самадова | до 57 кг (жінки)      | Алісса Мендоса (USA) L 2–3   | не пройшла                      | не пройшла             | не пройшла                      | не пройшла    | не пройшла |

## Боротьба
Вільна боротьба
| Спортсмен       | Дисципліна         | 1/16 фіналу                     | Чвертьфінал        | Півфінал                     | Додатковий раунд | Фінал                     | Фінал |
| Спортсмен       | Дисципліна         | Суперник Бали                   | Суперник Бали      | Суперник Бали                | Суперник Бали    | Суперник Бали             | Місце |
| --------------- | ------------------ | ------------------------------- | ------------------ | ---------------------------- | ---------------- | ------------------------- | ----- |
| Віктор Рассадін | до 74 кг, чоловіки | Георгіос Кугюмцидіс (GRE) W 8–2 | Фен Лю (CHN) W 7–4 | Разамбек Жамалов (UZB) L 2–8 | Н/Д              | Чермен Валієв (ALB) L 2–6 | =5    |

## Дзюдо
| Спортсмен             | Дисципліна             | 1/32 фіналу    | 1/16 фіналу                         | Чвертьфінал                 | Півфінал                        | Додатковий раунд          | Фінал                              | Фінал                          |            |
| Спортсмен             | Дисципліна             | Суперник Бали  | Суперник Бали                       | Суперник Бали               | Суперник Бали                   | Суперник Бали             | Суперник Бали                      | Місце                          |            |
| --------------------- | ---------------------- | -------------- | ----------------------------------- | --------------------------- | ------------------------------- | ------------------------- | ---------------------------------- | ------------------------------ | ---------- |
| Нуралі Емомалі        | до 66 кг, чоловіки     | не брав участі | не брав участі                      | Барух Шмайлов (ISR) W 01–00 | Абе Хіфумі (JPN) L 00–10        | Н/Д                       | Страхіня Бунчич (SRB) withdrew     | не пройшов                     | не пройшов |
| Бехрузі Ходжазода     | до 73 кг, чоловіки     | не брав участі | Артур Маргелідон (CAN) L 01–00      | не пройшов                  | не пройшов                      | не пройшов                | не пройшов                         | не пройшов                     | не пройшов |
| Сомон Махмадбеков     | до 81 кг, чоловіки     | не брав участі | Фарес Бадаві (PLE) W 10–00          | Франк де Віт (NED) W 01–00  | Тато Грігалашвілі (GEO) L 00–01 | Н/Д                       | Шарофіддін Болтабоєв (UZB) W 10–00 | Антоніо Еспозіто (ITA) W 10–00 | 3          |
| Комроншох Устопірійон | до 90 кг, чоловіки     | не брав участі | Трістані Мосахлішвілі (ESP) L 10–00 | не пройшов                  | не пройшов                      | не пройшов                | не пройшов                         | не пройшов                     | не пройшов |
| Джакхонгір Маджидов   | до 100 кг, чоловіки    | не брав участі | Орельєн Дьєсс (FRA) L 00–10         | не пройшов                  | не пройшов                      | не пройшов                | не пройшов                         | не пройшов                     | не пройшов |
| Темур Рахімов         | понад 100 кг, чоловіки | не брав участі | не брав участі                      | Ерік Абрамов (GER) W 10–01  | Алішер Юсупов (UZB) W 11–01     | Тедді Рінер (FRA) L 00–10 | не брав участі                     | Енді Гранда (CUB) W 01–00      | 3          |

## Легка атлетика
| Спортсмен        | Дисципліна      | Кваліфікація | Кваліфікація | Півфінал   | Півфінал   | Фінал      | Фінал      |
| Спортсмен        | Дисципліна      | Результат    | Місце        | Результат  | Місце      | Результат  | Місце      |
| ---------------- | --------------- | ------------ | ------------ | ---------- | ---------- | ---------- | ---------- |
| Фаворіз Музрапов | 100 м, чоловіки | 10.60        | 3            | не пройшов | не пройшов | не пройшов | не пройшов |

## Плавання
| Спортсмен          | Дисципліна                     | Гіт   | Гіт   | Півфінал   | Півфінал   | Фінал      | Фінал      |
| Спортсмен          | Дисципліна                     | Час   | Місце | Час        | Місце      | Час        | Місце      |
| ------------------ | ------------------------------ | ----- | ----- | ---------- | ---------- | ---------- | ---------- |
| Фахріддін Мадкамов | 50 м вільним стилем (чоловіки) | 26.23 | 56    | не пройшов | не пройшов | не пройшов | не пройшов |
| Катерина Бордачева | 50 м вільним стилем (жінки)    | 28.85 | 53    | не пройшла | не пройшла | не пройшла | не пройшла |

## Тхеквондо
| Спортсмен           | Категорія           | 1/16               | Чвертьфінал              | Півфінал           | Втішний раунд 1    | Втішний раунд 2            | Фінал              | Фінал      |
| Спортсмен           | Категорія           | Суперник Результат | Суперник Результат       | Суперник Результат | Суперник Результат | Суперник Результат         | Суперник Результат | Місце      |
| ------------------- | ------------------- | ------------------ | ------------------------ | ------------------ | ------------------ | -------------------------- | ------------------ | ---------- |
| Муніра Абдусаломова | понад 67 кг (жінки) | не брав участі     | Альтеа Лорен (FRA) L 0–2 | Н/Д                | Н/Д                | Лорена Брандль (GER) L 0–2 | не пройшла         | не пройшла |